# Ante Vulić
Ante Vulić (Spalato, 16 agosto 1928 – Spalato, 7 agosto 1993) è stato un calciatore jugoslavo, di ruolo portiere.

## Biografia
Nato a Spalato anche suo figlio Zoran è stato calciatore dell'Hajduk Spalato.

## Carriera

### Club
Esordì con i Majstori s mora l'11 novembre 1951 nella partita contro il Zara valida per la Coppa di Jugoslavia. 

## Palmarès
- Campionato jugoslavo: 1

Hajduk Spalato: 1954-1955